# Fondo Europeo de Inversiones

El Fondo Europeo de Inversiones (FEI) es el brazo de capital riesgo de la Unión Europea. También ofrece garantías a las pequeñas y medianas empresas (PYME). En 2018, 25 millones de pymes en la UE representaban el 99,8 % de todas las empresas no financieras, emplearon a unos 97,7 millones de personas (66,6 % del empleo total) y generaron el 56,4 % del valor añadido total (4 357 000 millones de euros).
El FEI apoya a las empresas en todas sus etapas de desarrollo; desde la fase previa a la siembra, la semilla y la puesta en marcha (transferencia de tecnología, financiación de inversores informales, microfinanciación, capital riesgo en la fase inicial) hasta el segmento de crecimiento y desarrollo (fondos de capital riesgo formales, fondos mezzanine, garantías de cartera/mejora del crédito).
El Banco Europeo de Inversiones es el accionista mayoritario del FEI, con el 62 % de las acciones. El otro accionista principal es la Comisión Europea, que posee el 29 % de las acciones. El FEI opera sobre la base de mandatos específicos del Consejo Europeo y del Parlamento Europeo, de la Comisión Europea u otras autoridades públicas, del Banco Europeo de Inversiones o por su cuenta y riesgo.
El Fondo actúa en los Estados miembros de la Unión, así como en los países candidatos que hayan culminado las negociaciones de adhesión. Juntos el Banco Europeo de Inversiones (BEI) y el FEI forman el llamado "Grupo BEI". El fondo tiene su sede principal en Luxemburgo y oficinas en Bruselas (Bélgica) y Madrid (España). 

## Historia
El FEI fue creado en 1994 por tres accionistas: el Banco Europeo de Inversiones (BEI), la Comisión Europea y diversos órganos financieros europeos. 
En el 2000 su estatuto fue revisado y el BEI pasó a ser el accionista principal.

## Funciones
El instrumento de capital de riesgo del FEI ayuda a las Pyme, principalmente a aquellas que empiezan y a las orientadas al sector de la tecnología.

## Características
El FEI no es una entidad de préstamos. No facilita ni gestiona subvenciones para las PYME, ni invierte directamente en Pyme sino que trabaja con intermediarios financieros con capacidad decisoria.
Para sus actividades de capital de riesgo y garantías el FEI cuenta con sus propios fondos o los facilitados por el BEI y la UE.